# Hlídka v Ardenách
Hlídka v Ardenách (v anglickém originále A Midnight Clear) je autobiografický válečný román amerického spisovatele Williama Whartona, vydaná v originále v roce 1982. Román se odehrává za druhé světové války, během bitvy v Ardenách. Kniha je napsána podle skutečné události, které se autor osobně zúčastnil. Jména postav v knize jsou ale změněna. V češtině vyšel román v nakladatelství Argo v roce 2003 v překladu Ondřeje Fafejty.

## Děj
Šestičlenná jednotka, William Knott, Máma Wilkins, Bud Miller, Paul Rundy, Shutzer a Gordon, mají za úkol hlídat most a monitorovat okolí kolem něj. Když jedou k mostu, uvidí v lese tančit Američana s Němcem, když však přijdou blíž zjistí, že jsou to mrtvoly, které tam někdo naaranžoval. Poté přijedou rovnou k mostu. Zabydlí se v opuštěném zámečku nad mostem. Vše probíhá v pohodě, ale v noci od mostu uslyší jedoucí auto, ze kterého řve jeden Němec německy dobrou noc. Knott navrhne, aby šli oblast prozkoumat. A tak se Knott, Gordon a Shutzer vydají na cestu. Asi po půl hodině chůze uvidí dřevěnou boudu a kolem několik Němců. Při zpáteční cestě je však chytí tři Němci, a tak jim nezbývá než se vzdát, ale Němci je nechají a odejdou.
Další den večer přijdou Němci pod zámeček a začnou na hlídku házet sněhové koule. Knott jim na cestu hodí granát, ale na oplátku dostane koulí do obličeje. Gordon už to nevydrží a začne po Němcích sněhové koule házet také. Nikdo nechápe proč to všechno Němci dělají, a proto Knott nařídí, aby si s Němci promluvili.
Příští den tedy Knott, Shutzer a Gordon vypraví k boudě. Setkají se s Němci, a protože Shutzer umí trochu německy, dokáží se mezi sebou dorozumět. Němci chtějí mluvit s velitelem. Velitel jednotky je Knott, ale ten se rozhodne, že velitel musí být statnější postavy, a tak řekne, že velitel je v zámečku. Nakonec se s Němci dohodnou, že velitele přivedou v deset hodin zítra ráno. Když jsou v zámečku, Knott udělá z Millera velitele. Ještě týž den přijedou Němci před zámeček, postaví tam vánoční stromeček a nabízí Američanům klobásu, chleba a pálenku. Američané jim na oplátku dají víno, kompoty a salám.
Když znovu přijdou k německé boudě, zjistí co se děje. Německo zahajuje obrovskou ofenzívu do Arden a tahle německá jednotka se chce vzdát Američanům. Němci chtějí, aby se při kapitulaci střílelo, aby to vypadalo jako opravdová přestřelka, při které Němce zajmou. A tak pět Američanů kromě Wilkinse, který se stará o rádio a neví o co jde, jde na kopec. Němci jsou u boudy. Začne přestřelka. Všichni střílí do vzduchu, ale najednou jeden z Němců padne k zemi a z krku mu stříká krev. Potom padne jiný Němec s dírou v hlavě. Začne ostrá přestřelka. Mundy se podívá dozadu a vidí Wilkinse, jak míří s puškou. Rozeběhne se k němu a volá, aby přestal střílet, ale padne mrtvý k zemi. Po přestřelce zjistí, že Mundy je mrtvý, Shutzer postřelený a jeden Němec živý, ale vážně zraněný. Všichni se Wilkinsna ptají, proč nezůstal na zámečku, ale sem ho poslal major Love, protože zrovna k zámečku přijel. Na zámečku se dohodnou tak, že major Love odjede s Němcem a Shutzerem na základnu a ostatní že zůstanou na zámečku dokud nepřijedou Němci.
Za dva dny jsou slyšet minometné střely, a tak Američané ze zámečku utečou. Je ale tma a jejich džíp skončí pod mostem. Nakonec ze sebe udělají zdravotníky a pěšky dojdou až k základně.

## Film
Volně na motivy románu byl natočen v roce 1992 stejnojmenný film v režii Keitha Gordona.